# Gallipoli
Gallipoli (italijanska izgovorjava: [ɡalˈliːpoli]; salentinsko Caḍḍìpuli [kaɖˈɖiːpʊlɪ]; starogrško Καλλίπολις, latinizirano: Kallípolis, dob. 'Lepo mesto') je južnoitalijansko mesto in občina (comune) v pokrajini Lecce, v deželi Apuliji. Ima okoli 20.000 prebivalcev in je eno od mest, kjer se govori grško narečje Griko.

## Geografija
Mesto leži blizu vhoda v vzhodni del Tarantskega zaliva v Jonskem morju, na zahodni obali polotoka Salento. Razdeljeno je na dva dela, moderno in staro mesto. Novo mesto vključuje vse najnovejše zgradbe, vključno z nebotičnikom. Staro mestno jedro je na apnenčastem otoku, ki ga s kopnim povezuje most, zgrajen v 16. stoletju.
Občina meji na Alezio, Galatone, Matino, Sannicolo in Taviano. Šteje predele/četrti (frazioni) Baia Verde, Lido Conchiglie, Lido San Giovanni, Rivabella in Torre del Pizzo.

## Zgodovina
Po legendi je mesto v antičnih časih ustanovil Idomenej s Krete. Plinij Starejši pripisuje ustanovitev Senonskim Galcem, bolj verjetno pa je šlo za mesapsko naselje. Zgodovinsko gledano je znano, da je bil Gallipoli mesto Velike Grčije, ki je vladala na velikem ozemlju, vključno z današnjim Porto Cesareo. Leta 265 pr. n. št. se je postavil na stran Pira in Taranta proti antičnemu Rimu in utrpel poraz, ki ga je potisnil v rimsko kolonijo (kasneje municipij).
V zgodnjem srednjem veku so ga najverjetneje oplenili Vandali in Goti. Gallipoli, ki so ga obnovili Bizantinci, je zaradi svojega geografskega položaja živel v gospodarskem in družbenem razcvetu. Kasneje je bil v lasti rimskih papežev in je bil središče boja proti grškim meniškim redom.
V 11. stoletju so Gallipoli osvojili Normani, leta 1268 pa ga je oblegal Karel I. Anžujski, zaradi česar so številni prebivalci pobegnili v bližnji Alezio. Mesto je bilo ponovno naseljeno okoli leta 1300, pod fevdalno oblastjo kneževine Tarant. Leta 1484 so ga poskušali zasesti Benečani, a brez uspeha. Kralj Ferdinand I. je začel graditi pristanišče, ki je v 18. stoletju postalo največja tržnica oljčnega olja v Sredozemlju.
Po združitvi Italije (1861) je bil Gallipoli prestolnica cirkondaria, skupaj z Leccejem in Tarantom.
V drugi svetovni vojni je v okolici mesta potekala bitka za Galipoli, ki pa ni imela nobene zveze z znano bitko za Dardanele v prvi svetovni vojni (Bitka za Galipoli).

## Znamenitosti
- Anžujsko-aragonski grad, ki so ga v 13. stoletju zgradili Bizantinci. Večinoma so ga prenovili pod Anžujci in Aragonci, ki so dodali poligonalno steno, utrjeno z okroglimi stolpi. Glavne dodatke je opravil Francesco di Giorgio Martini, ki je delal za neapeljskega kralja Alfonsa II. Leta 1522 je bil zgrajen vzhodni bastijon, znan kot Rivellino, ki ga na treh straneh brani voda.
- obzidje iz 14. stoletja (obnovili so ga Španci v 16. stoletju). Prvotno je imelo 12 stolpov ali bastijonov.
- Baročna stolnica Sant'Agata (17. stoletje). Ima bogato okrašeno fasado iz lokalnega apnenca, z nišami s kipi svetnikov. Notranjost ima tloris latinskega križa, z baročnimi oltarji, vključno s polikromatskim visokim oltarjem Cosima Fanzaga.
- cerkev sv. Frančiška Paolskega (1621)
- Cerkev sv. Frančiška Asiškega, zgrajena v 13. stoletju, kasneje večkrat obnovljena. Tu so kamnite jaslice Stefana da Putignana (pozno 16. stoletje)
- Cerkev San Domenico al Rosario (konec 17. stoletja), prizidana nekdanjemu dominikanskemu samostanu.
- Cerkev svetega Razpela (1750)
- Cerkev Santa Maria della Purità (1661). Bogato okrašena notranjost, pri marmornem velikem oltarju, platno Luca Giordana z upodobitvijo Madonna della Purità med sv. Jožefom in sv. Frančiškom Asiškim.
- Grški vodnjak (16. stoletje), za katerega so nekoč verjeli, da sega v 3. stoletje pr. n. št. Ima reliefe z mitološkimi figurami in na drugi fasadi insignije Karla III. Španskega.
- Palazzo Pirelli (16. stoletje), z mitološko-tematskim okrasjem v oboku nekdanjega vhodnega oboka, ki je bil v 19. stoletju preurejen v lekarno.
- Cerkev San Pietro dei Samari, zunaj mesta. Leta 1148 jo je zgradil križarski vitez Ugo di Lusignano.
- Plaža Spiaggia la Puritate pod mestnim obzidjem.

- Stolnica.
- "Grški" vodnjak.
- Morska stran
- Južno pristanišče.

## Gospodarstvo
V preteklosti je gospodarstvo Gallipolija temeljilo na mednarodni trgovini z vinom in oljem. Njegove najpomembnejše dejavnosti danes temeljijo na ribištvu in turizmu.
Turizem je zaradi blage klime prijeten skozi vse leto. Številne so tudi prireditve (civilne in verske). Sem spadajo karneval, velika noč in vse parade, Sant'Agata in praznovanja Santa Cristina v juliju.
Gallipoli se ponaša tudi z nedavno zgrajenim pristaniščem za zasebne čolne, ki je le nekaj korakov od konca glavnega Corso Roma.
Poletna sezona se začne maja in konča oktobra, ko je vreme skoraj vedno vroče in jasno.

## Pobratena mesta
Gallipoli je pobraten z:
- Monfalcone, Italija
- Catania, Sicilija, Italy